# Рэзбоенский монастырь
Рэзбоенский монастырь, монастырь Рэзбоени (рум. Mănăstirea Războieni) во имя святых архангелов Михаила и Гавриила — женский монастырь Ясской архиепископии Румынской православной церкви в селе Рэзбоени Нямецкого жудеца.
Церковь, освящённая в честь архангела Михаила, построена в 1496 году господарем Стефаном Великим над захоронением погибших в Белой долине в 1476 году молдавских воинов «в память и поминовение всех христиан погибших здесь». В 1734 году при этом храме возник мужской монастырь. В 1803 году митрополит Вениамин (Костаки) преобразовывает его в женский.
Монастырь закрыт властями в 1959 году. Пожилых монахинь в монастыри Агапия, Вэратек и Слатина, а молодых отстранили от монашества. Тем не менее четыре монахини продолжали жить в Рэзбоенах, не нося монашеских одеяний. Монастырская церковь стала приходской, а большая часть келий снесена. В 1990 году после падения коммунистического режима монастырь был восстановлен. В него переселились монахини из монастыря Вэратек, а также четыре монахини, проживавшие в Рэзбоенах. В 1994—1998 годах обителью руководила игуменья Олимпиада (Нягу), а затем — игуменья-ставрофора Акакия (Кауш). В 2010 году в монастыре проживало 26 насельниц.